# 切奇瓦河

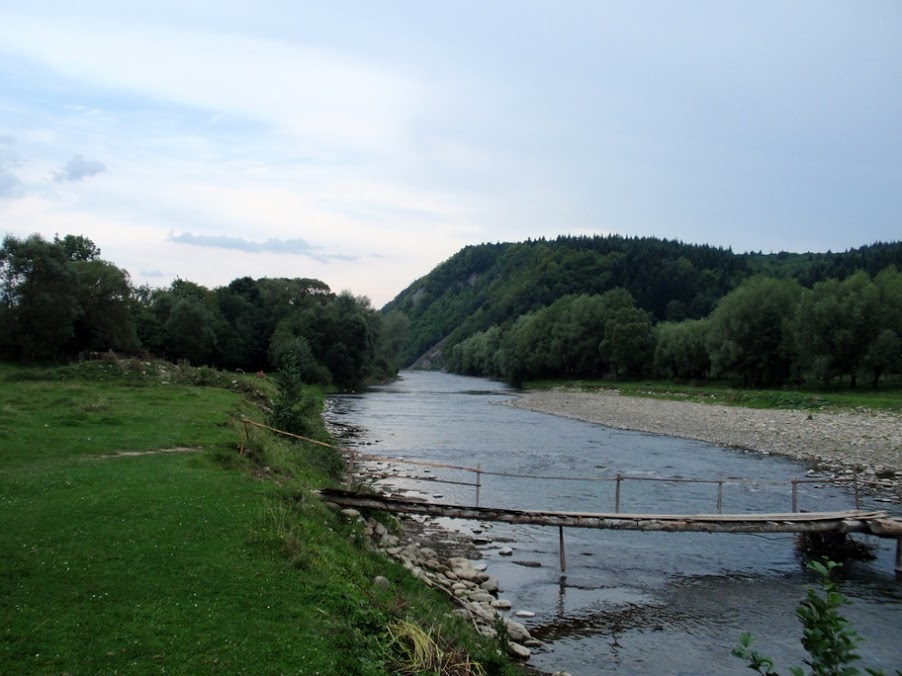

切奇瓦河（烏克蘭語：Чечва），是烏克蘭西部的河流，屬於利姆尼齊亞河的左支流。該河流經伊萬諾-弗蘭科夫斯克州的卡盧什區，河道全長52公里，流域面積548平方公里。